# 雷諾茲 (密蘇里州雷諾茲縣)
雷諾茲（英語：Reynolds）是位於美國密蘇里州雷諾茲縣的非建制地區。

## 歷史
雷諾茲的郵局自1905年營運至今。

## 地理
雷諾茲所處的海拔為高於海平面383米（即1257英呎），而該地所採用的時區為UTC-6，即北美中部時區（CST）。同時該地設有夏令時間，為UTC-6調快一小時，即UTC-5（CDT）。